# Мотль, Феликс
Феликс Мотль (нем. Felix Josef von Mottl; 24 августа 1856, Унтер-Санкт-Фейт, ныне в составе венского района Хитцинг — 2 июля 1911, Мюнхен) — австрийский дирижёр, композитор, педагог.

## Биография
В детские годы пел в Венском хоре мальчиков. Окончил Венскую консерваторию, где изучал теорией музыки под руководством Антона Брукнера, композицию у Феликса Дессофа, дирижирование у Йозефа Хельмесбергера и фортепиано у А. Доора.
Принимал активное участие в подготовке первого Вагнеровского фестиваля в Байрёйте в 1876 году. С 1903 года — генеральмузикдиректор Мюнхенской оперы, одновременно дирижировал операми Р. Вагнера в Байрёйте («Тристан и Изольда» в 1886 году), в Лондоне («Кольцо нибелунга» в театре «Ковент-Гарден» в 1898 году), Москве и Петербурге (1910, 1911), где выступал также и как концертный дирижёр.
С юных лет проявил себя как интерпретатор музыки Рихарда Вагнера. Ещё в студенческие годы был дирижёром Венского вагнеровского общества. В 1876 году ассистировал Гансу Рихтеру, как корректировщик нот и коррепетитор, при подготовке и проведении первого Байрёйтского фестиваля с первой полной постановкой тетралогии «Кольцо Нибелунга». Затем постоянно выступал на фестивале как дирижёр (69 представлений в 1886—1906 годах), в 1903 году дирижировал американской премьерой «Парсифаля» в Метрополитен-Опера, дирижировал также вагнеровскими постановками в лондонском Ковент-Гардене, на сценах Москвы и Санкт-Петербурга и др.
С 1881 года был дирижёром придворного театра и (до 1892) филармонического хора в Карлсруэ (ныне Баденская государственная капелла), в 1893 году стал генеральмузикдиректором, сменив на этом посту своего учителя Дессоффа. Затем с 1903 г. — главный дирижёр Баварской придворной оперы, с 1904 года вместе с X. Бусмайером руководил Мюнхенской музыкальной академией, выступал как дирижёр в концертах академии; с 1907 года — генеральмузикдиректор Мюнхена. Гастролировал во многих странах Европы как оперный и симфонический дирижёр.
Автор нескольких опер, струнного квартета, песен.
Преподавал в мюнхенской Музыкальной академии. Среди учеников — Михаэль Раухайзен.
21 июня 1911 года перенёс инфаркт во время дирижирования оперой Вагнера «Тристан и Изольда», умер в больнице.

## Память
- Именем Мотля сразу после его смерти была названа улица (нем. Felix-Mottl-Straße) в венском районе Дёблинг.